# Henrique II de Castela
Henrique II de Castela, o das Mercês (Sevilha, 13 de Janeiro de 1334 - Santo Domingo de la Calzada, La Rioja, 29 de Maio de 1379), foi rei de Castela, filho natural de Afonso XI de Castela e Leonor de Gusmão e como tal meio-irmão de Pedro I de Castela. Senhor de Trastâmara, inaugurou a dinastia de Trastâmara no trono de Castela e Leão em 1369.
Apelidado o Magnífico, o das Mercês: dispensava larguezas para apoiar suas pretensões. Assassinada sua mãe Leonor de Gusmão por ordem da rainha D. Maria de Portugal em 1350, revoltou-se contra seu irmão Pedro I, apoiando-se no aliado Pedro IV de Aragão. Para alguns autores a morte da mãe e de seu irmão Frederico Afonso de Castela, (senhor de Haro e Mestre da Ordem de Santiago) às mãos do rei, seu irmão, fê-lo decidir lançar-se no caminho do crime, receando por sua vida.
Fugiu em 1356 para a França, quando seu irmão Pedro I subiu ao trono. Recebeu ajuda em 1365 do rei Carlos V de França, que mandou Bertrand du Guesclin levar a Castela as Grandes Compagnies para combater Pedro I e seu aliado inglês, o Príncipe Negro. Vencido em 3 de abril de 1367 em Nájera pelo Príncipe Negro, Bertrand fugiu para o Reino de Aragão. Livre, Bertrand du Guesclin logo obteve a vitória de Montiel (1369). Bertrand, com seus mercenários, sitiou o irmão Pedro I em Montiel, na Mancha, e em 23 de Março de 1369 assassinou-o, colocando assim um ponto final no conflito que havia muito se arrastava e opunha os dois irmãos na luta pelo poder. Coroado em Burgos em 1369, Henrique II foi o 15.º Rei de Castela e o 36.º Rei de Leão.

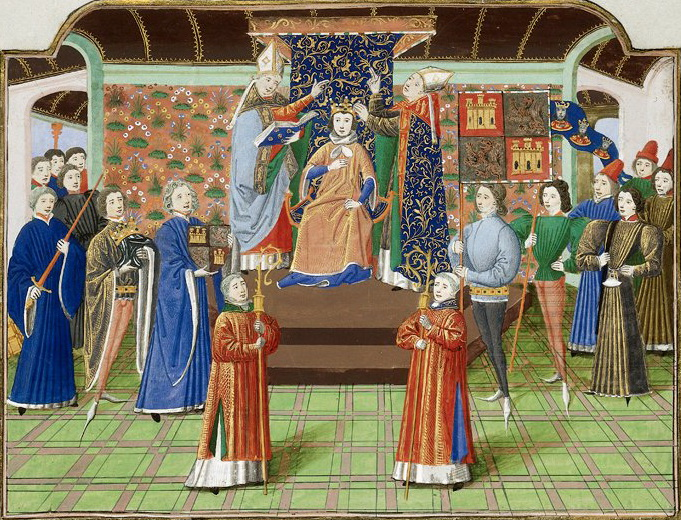
Coroação de Henrique II, miniatura medieval das Crónicas de de Jean Froissart

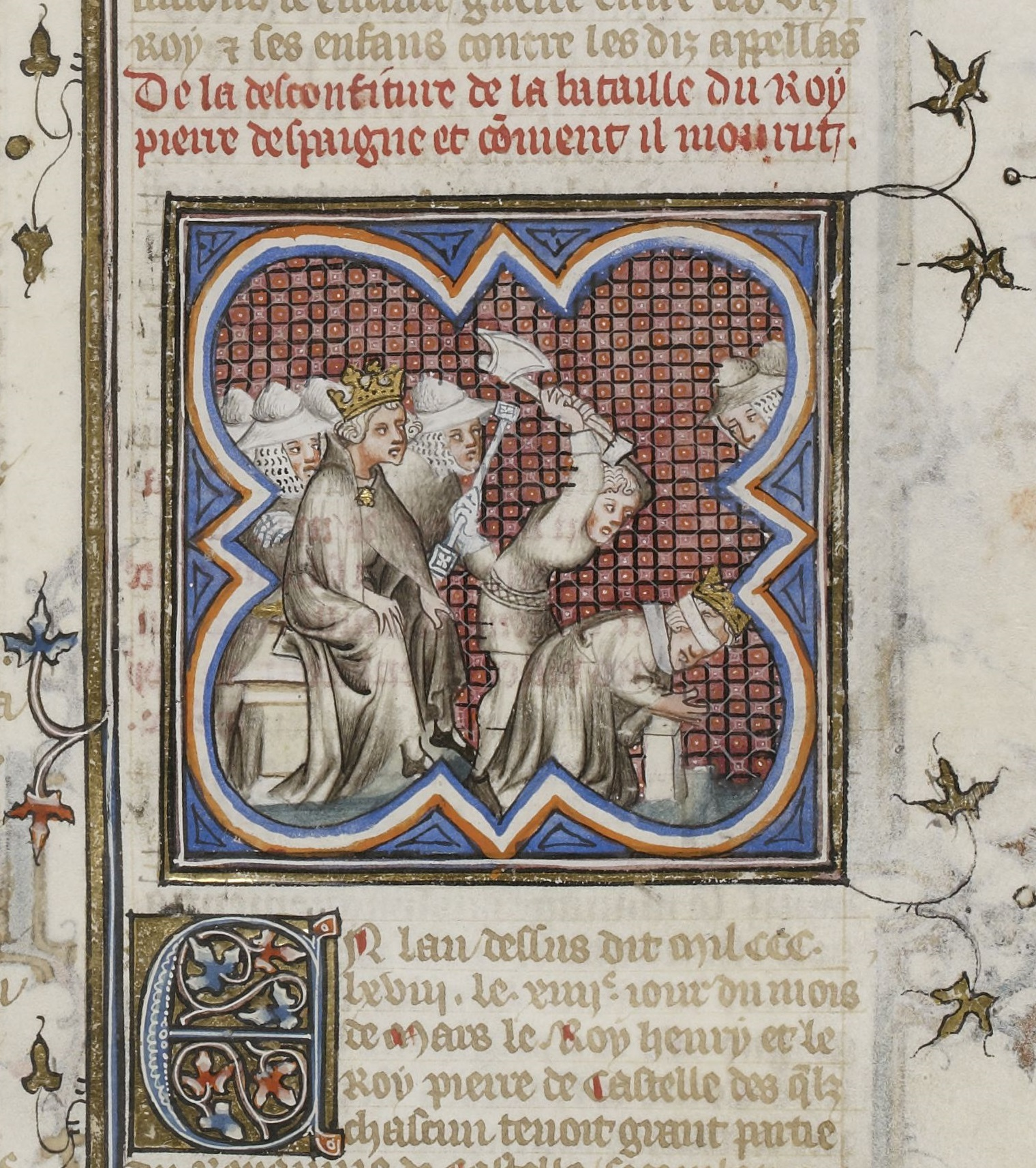
Henrique II (no trono) observando seu meio-irmão Pedro I a ser decapitado (manuscrito na Biblioteca Nacional de Paris).

Este acontecimento traria graves consequências, já que grande parte das cidades apoiava o reinado de D. Pedro I. Henrique parte para a Guerra dos Cem Anos, passando a maioria do seu reinado combatendo as pretensões de João de Gaunt, filho de Eduardo III de Inglaterra, que reclamava o trono por direito da sua segunda esposa, Constança, filha bastarda do rei Pedro I e de Maria de Padilla.
Governou dez anos apoiado pela França, em sua guerra contra as filhas de Pedro I, chamadas de bastardas. Assegurou o trono ao vencer Fernando I de Portugal e João de Gaunt, Duque de Lancaster, pretendentes da Coroa castelhana, e se aliar fielmente a Carlos V. Em 1372 sua frota cooperou por duas vezes para tomar dos ingleses La Rochelle.
Henrique II foi o primeiro nobre a utilizar o antissemitismo como uma ferramenta política na Espanha, o que conduziu à extinção da convivência, e a um período de tumultos e quezilas, e pode ser considerado como precedente à perseguição dos judeus pela Inquisição Espanhola, iniciada cem anos depois pelos reis cristãos. Entre os perseguidores dos judeus, destacou-se o tristemente célebre João II de Portugal, que agiu sem limites nas extorsões de refugiados judeus bem como na escalofriante história da colonização de São Tomé por crianças judias.
O seu testamento foi outorgado em 29 de Maio de 1379 na cidade de Burgos.  O rei Henrique encontra-se sepultado na Catedral de Toledo.

## Casamento e posteridade
Casou em 1350 com Joana Manuel de Castela, senhora de Lara e Biscaia, de Peñafiel, de Escalona,e de Villena, filha de João Manuel de Castela e de sua terceira esposa Branca de la Cerda, filha de Fernando de La Cerda. Dela teve três filhos:

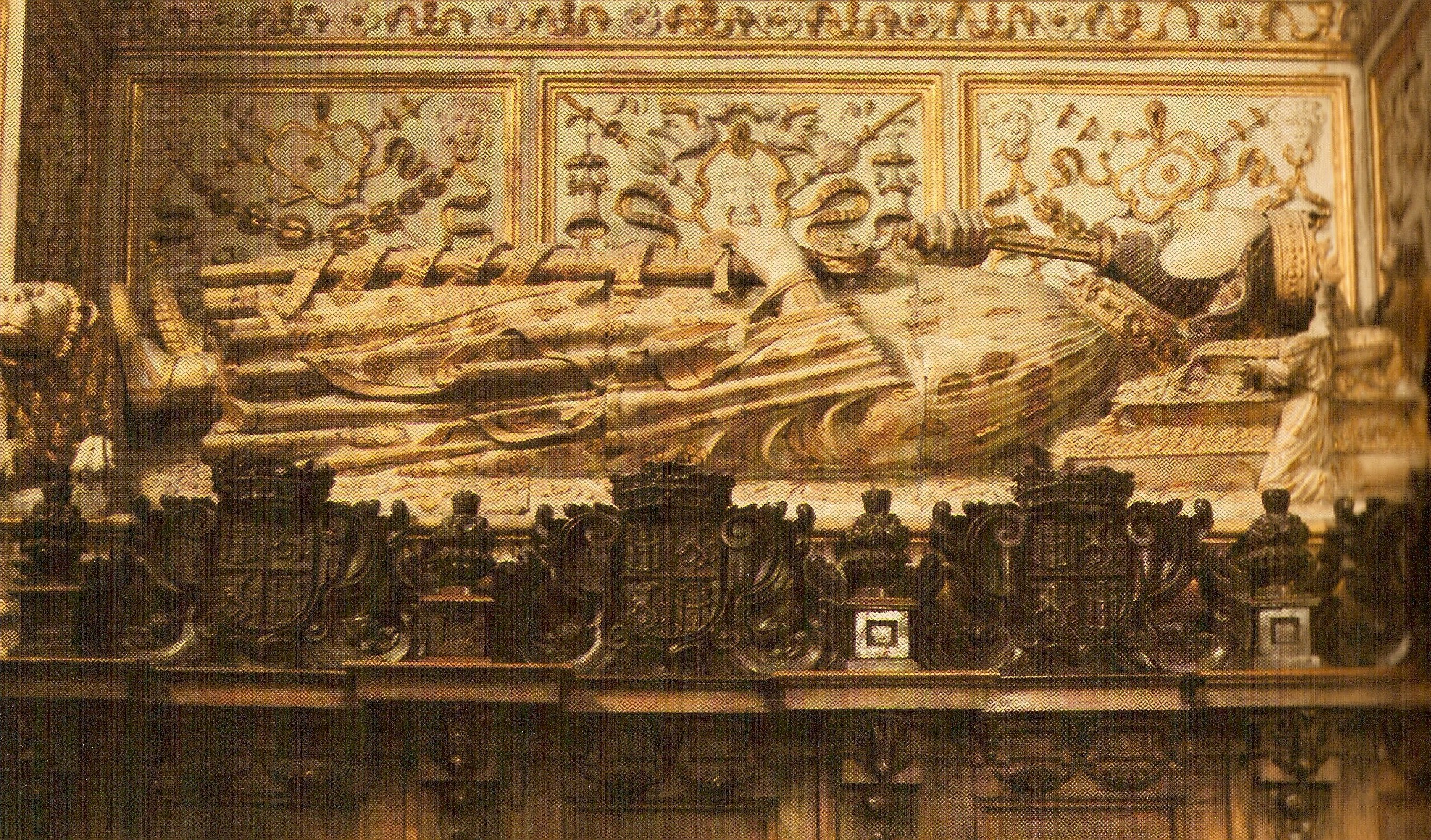
Túmulo do rei Henrique II na Catedral de Toledo.

- João I de Castela (24 de agosto de 1358- outubro de 1390)
- Leonor de Castela, Rainha de Navarra (1363-1415), a esposa de Carlos III de Navarra
- Joana (1367-1374)

Teve vários filhos fora do casamento, mencionados em seu testamento:
- Afonso Henriques, conde de Gijón e Noronha, filho de Elvira Íñiguez, esposo de Isabel de Portugal, senhora de Viseu;
- Leonor de Castela (morta depois de 1409), filha de Leonor Álvares;
- Joana de Castela, filha de Elvira Íñiguez, casou em 1378 com Pedro de Aragão, 2.º marquês de Villena (morto na Batalha de Aljubarrota em 1385);
- Constança de Castela, senhora de Alba de Tormes. Casada em Valência em 1379 com o infante João de Portugal, Duque de Valência de Campos. Seu pai não menciona o nome de sua mãe em seu testamento;
- Fernando Henriques (1365-1438) menciona-lhe o seu pai em seu testamento como filho de Beatriz Fernandes;
- Maria de Castela, filha de Beatriz Fernandes, casada com Diego Hurtado de Mendoza, almirante-mor de Castela e mordomo-mor do rei João II de Castela;
- Fadrique de Castela (1360–Almodóvar del Río, 1394), Duque de Benavente, filho de Beatriz Ponce de León. Teve uma relação com Leonor Sanches de Castela, filha bastarda de Sancho Afonso de Castela, filho bastardo do rei Afonso XI de Castela. Fadrique e Leonor foram os pais de Leonor de Castela, a esposa de Pedro Manrique de Lara e Mendoza, 8.º senhor de Amusco;
- Beatriz de Castela (m. 1409, Sevilha), filha de Beatriz Ponce de León, casou em 1371 com Juan Alonso Pérez de Guzmán y Osorio (1342-1396) senhor de Sanlucar, de Olvera e 1.º conde de Niebla;
- Henrique de Castela, filho de Juana de Sousa, 1.º Duque de Medina Sidonia. Depois de sua morte o título foi revertido para a coroa;
- Pedro de Castela (morto em 1366) em Segóvia, filho de mãe desconhecida;
- Isabel de Castela (morta ca. 1419), filha de Juana de Cárcamo,  foi casada com Gonzalo Nunes de Gusmão e quando o matrimónio foi dissolvido pelo Papa Clemente VII, foi abadessa no Mosteiro de Santa Clara la Real em Toledo;
- Joana Henriques de Castela, filha de Joana, senhora de Cifuentes, casou em 1376 com o infante Dinis de Portugal (morto em 1397).